# Aristidis Akratopulos
Aristidis Akratopulos – grecki tenisista, uczestnik letnich igrzysk olimpijskich w 1896 w Atenach. Brat Konstandinosa Akratopulosa.
Akratopulos wygrał swój mecz w pierwszej rundzie turnieju singlowego pokonując Australijczyka Teddy'ego Flacka. W drugiej rundzie przegrał ze swoim rodakiem Konstandinosem Paspatisem. Ostatecznie zajął ex-aequo piąte miejsce z dwoma innymi zawodnikami.
W turnieju deblowym, w parze ze swoim bratem, przegrał z późniejszymi złotymi medalistami Niemcem Friedrichem Traunem i Brytyjczykiem Johnem Piusem Bolandem. Zajęli ex-aequo czwarte miejsce na pięć startujących par.